# Спорт 1 (Украина)
Спорт 1 — украинский спутниковый спортивный телеканал. Он принадлежит компании «Поверхность», которую возглавляет Виктор Самойленко.

## История телеканала
На технической базе студии в декабре 2005 года созданы два национальных телевизионных канала «Спорт 1» и «Спорт 2», транслируемых при помощи спутникового передающего комплекса. Телеканал начал вещание 1 декабря 2005 года.
Основным контентом для программного обеспечения служат приобретенные телевизионные продукты мирового и европейского уровня. 26 июня 2015 года спутниковая трансляция телеканалов «Спорт 1» и «Спорт 2» была временно приостановлена.

## Трансляции

### Футбол

#### Чемпионаты по странам
- Лига чемпионов АФК (с 2021 года)
- Лига чемпионов УЕФА (Только матчи квалификации)
- Квалификационный раунд Чемпионата мира по футболу 2022 в зоне АФК
- Кубок Азии 2023
- Украинская Первая Лига
- Португальская Лига Сагреш
- Чемпионат Австрии по футболу
- Чемпионат Венгрии по футболу
- Кубок Венгрии по футболу
- Чемпионат Беларуси по футболу
- Кубок Беларуси по футболу
- Чемпионат Латвии по футболу
- Чемпионат Литвы по футболу
- Чемпионат Молдовы по футболу

#### Ранее транслировалось
- Eredivisie (Нидерланды)
- Английская Премьер-лига (до 2010)
- Чемпионат Английской футбольной лиг
- Кубок Английской футбольной лиги
- Бельгийская Лига Жупиле
- Бразильская Серия А (до 2010)
- Бундеслига Германии (до 2010)
- Испанская Примера (до 2010)
- Итальянская Серия А (до 2010)
- Кубок Нидерландов
- Российская Футбольная Премьер-Лига
- Шотландская Премьер-лига
- Кубок Шотландии по футболу

#### Еврокубки
- Лига чемпионов УЕФА (с 2006 по 2011)
- Лига Европы УЕФА (с 2006 до 2011, начиная со стадии 1/4 финала)

#### Сборные
- Чемпионат Европы по футболу 2008 (все матчи)

### Хоккей
- Национальная хоккейная лига (2009)
- Чемпионат мира по хоккею с шайбой 2008 (все матчи)
- Первый дивизион чемпионата мира по хоккею с шайбой 2008 (матчи сборной Украины)

### Баскетбол
- Чемпионат Турции по баскетболу

### Автоспорт
- Euroformula Open
- GT Open
- GT Cup

### Гандбол
- Чемпионат Германии по гандболу

### Лёгкая атлетика
- IAAF World Indoor Tour
- IAAF World Challenge

### Теннис
- Мировой тур ATP 250 (до настоящего времени)

### Гольф
- PGA Tour (до настоящего времени)
- European Tour (до настоящего времени)

## Комментаторы канала[2]
- Денис Босянок (футбол)
- Вадим Власенко (футбол, баскетбол, теннис)
- Юрий Нестеренко (бокс, бои без правил)
- Алексей Самойленко (гольф)
- Сергей Омельчук (футбол, баскетбол)
- Максим Верховых (футбол, автогонки)
- Андрей Шахов (футбол)
- Галина Костенко (теннис, бадминтон, сквош)
- Екатерина Зинченко (теннис, бадминтон, сквош)
- Игорь Калмыков (футзал)
- Александр Яременко (футбол)